# 雷里希·贝洛
雷里希·贝洛（匈牙利語：Rerrich Béla，1917年11月26日—2005年6月24日），匈牙利男子击剑运动员。他曾代表匈牙利参加1948年、1952年和1956年夏季奥林匹克运动会击剑比赛，获得一枚银牌。